# Рокасбирзе
Ро́касбирзе (латыш. Rokasbirze) — населённый пункт в Южно-Курземском крае Латвии. Административный центр Айзпутской волости. Находится на региональной автодороге P112 (Кулдига — Айзпуте — Личи). Расстояние до города Айзпуте составляет 3 км, до города Лиепая — около 47 км.
По данным на 2017 год, в населённом пункте проживало 269 человек. Есть волостная администрация, дом культуры, начальная школа, библиотека.

## История
В советское время населённый пункт был центром Айзпутского сельсовета Лиепайского района. В селе располагалась центральная усадьба колхоза «Коммунизм».